# 福岡市立長住小学校
福岡市立長住小学校（ふくおかしりつ ながずみしょうがっこう）は、福岡県福岡市南区長住四丁目にある公立小学校。同校の学区は、全域福岡市立長丘中学校の校区内である。

## 所在地
7丁目まである長住のほぼ中央、露店や買い物客で賑わう長住商店街の西すぐにある。長住団地の南向かいとなる。北に面する道路は、春になると西向かいにある公園から桜並木が続く。

## 校区
福岡県福岡市南区内の以下の範囲が校区である。
- 長住　1丁目全域、2丁目全域、3丁目の33～35番、44番、45番、53～65番、70番(58番、59番は欠番)、4丁目～7丁目の全域
- 西長住　2丁目の39番、40番、3丁目全域

長住3丁目や西長住の上記以外の地域は、福岡市立西長住小学校の校区である。
　

## 沿革
- 1960年 - 区画整理によって校地決定。
- 1965年 - 長住小学校区域決定。福岡市立長尾小学校長住分校として開校。
- 1966年 - 福岡市立長住小学校として独立開校。
- 1970年 - 堤小学校の開校に伴い、一部児童分離
- 1973年 - 長丘小学校の開校に伴い、一部児童分離
- 1974年 - 西長住小学校の開校に伴い、一部児童分離